# 글라우코스파이라목
글라우코스파이라목(Glaucosphaerales)은 로델라강에 속하는 홍조류 목 분류군의 하나이다. 2과 4속 4종으로 이루어져 있다.

## 하위 분류
- 글라우코스파이라과 (Glaucosphaeraceae)
  - 글라우코스파이라속 (Glaucosphaera) - 유일종 글라우코스파이라 바쿠올라타 (G. vacuolata)
  - 네오로델라속 (Neorhodella) - 유일종 N. cyanea
  - 로델라속 (Rhodella) - 유일종 R. violacea
- 스쿠자펠타과 (Skujapeltaceae)
  - 스쿠자펠타속 (Skujapelta) - 유일종 S. nuda